# Lettres à Sophie

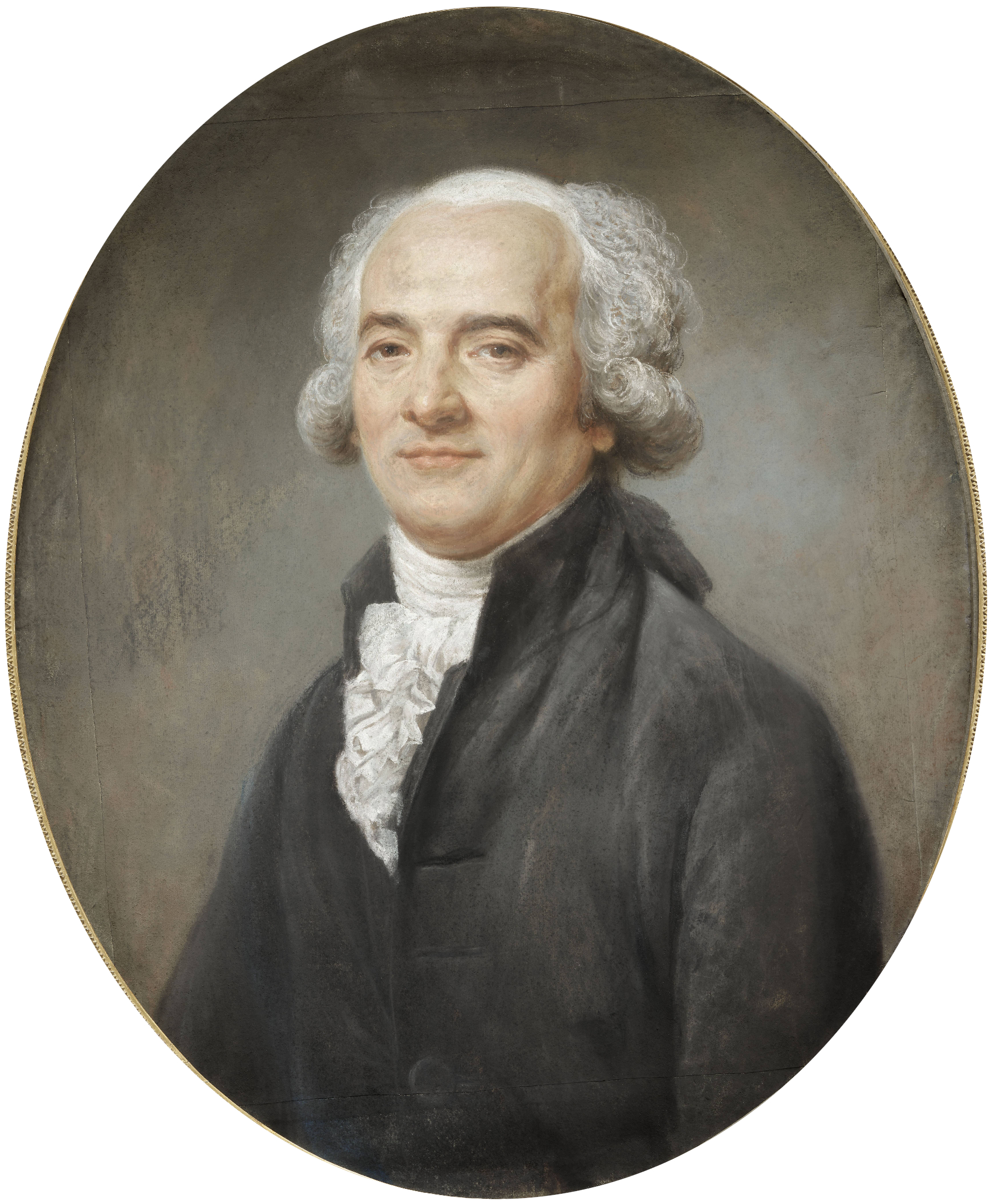
Pierre Louis Manuel, qui édita les "Lettres".

Les Lettres à Sophie sont un recueil de la correspondance entretenue entre Mirabeau, alors en captivité au donjon de Vincennes, et Sophie de Monnier, sa maîtresse, enfermée dans un couvent à Gien. Cette correspondance, où Jean-Charles-Pierre Lenoir, lieutenant général de la police de Paris, joue un grand rôle, fut publiée en 1792 par Pierre Louis Manuel, admirateur du comte de Mirabeau , qui écrit dans la préface: «Oh! que je me félicite d'avoir été et l'un des vainqueurs de la Bastille, et l'un des administrateurs de la police ! C'est sans doute la justice éternelle qui a voulu que je fusse l'un et l'autre, afin que je vengeasse la mémoire d'un grand homme».
André Chénier, le 12 février 1792, fait un compte-rendu assez critique pour l'éditeur de la publication qui, dit-il, «l'a fait précéder d'un pompeux discours préliminaire que je regarde comme une des pièces les plus propres à montrer un jour l'esprit du moment que nous vivons.» . 
Dans son ouvrage sur 1789: Les Constituants, Lamartine consacre un long chapitre à  Mirabeau. Il écrit: «Ces lettres aussi multipliées que les heures et aussi infatigables que l'espérance, aussi brûlantes que les souvenirs, aussi déchirantes que le cri du supplicié sur l'échafaud, nourrirent de délire, pendant deux années de solitude, l'âme du prisonnier. Cette correspondance est le plus long cri de douleur, de passion et quelquefois de génie qui soit jamais sorti du cœur d'un homme» .
Sainte-Beuve est à la fois plus sévère et plus nuancé: «Ce qu'il y a de moins bon dans Les Lettres écrites du donjon de Vincennes, ce sont précisément les lettres d'amour. Elles ont, pour la plupart, le faux goût, le faux ton exalté du moment, les fausses couleurs; le Marmontel, et le Fragonnard s'y mêlent, et bien qu'exprimant un sentiment véritable, elles sont plus faites aujourd'hui pour exciter le sourire que l'émotion.
Mais quand Mirabeau s'adresse à son père, à M. Le Noir, au ministre, ou quand il entretient Sophie de ces sujets qui sortent de l'élégie et du roucoulement, il se dégage, il grandit; l'écrivain se fait jour, et se sent à l'aise; l'orateur déjà se lève à demi. (...) Dès cette Correspondance de Vincennes, on pressent tout l'homme futur. Il y est en bloc ou plutôt en fusion, dans un bouillonnement immense».
Cependant, selon Albert Thibaudet, les «Lettres d'amour volcaniques à Sophie de Monnier» sont parmi les meilleurs écrits de Mirabeau .
José Ortega y Gasset, dans son essai sur Mirabeau et le Politique, rappelle: Reclus pendant trois ans dans une «chambre de dix pieds carrés», Mirabeau «s'arrangera pour écrire à Sophie lettre sur lettre. Cette correspondance, publiée plus tard, causera un énorme scandale. Car dans le cachot de dix pieds, la sensualité gigantesque de son tempérament, contrainte, s'échappera dans la dimension littéraire. Dans les lettres à Sophie, il verse des matériaux de toute nature: des essais oratoires et lyriques, des considérations morales, des effusions sincères, de la pornographie et jusqu'à des morceaux de livres et de revues qu'il donne pour siens».
Plus récemment, la correspondance a été décrite comme étant un « incroyable mélange de déclamations sincères et de renseignements exacts, où l'amour déborde parmi la philosophie, la politique, la morale, où tout Mirabeau se découvre, avec la grandeur et les bassesses de sa nature, avec sa violence de tempérament et son immoralité foncière, mais aussi avec ses généreuses aspirations, son information encyclopédique, et l'éclat de sa forme oratoire : c'est du Rousseau, si l'on veut, du Rousseau plus trouble, plus débraillé, plus tumultueux, et toutefois aussi plus raisonnable, plus avisé, plus pratique». 
En addition à cette correspondance «officielle», une «correspondance secrète» et souvent chiffrée entre Mirabeau et Sophie de Monnier ainsi qu'un nombre important de lettres de Sophie à sa famille ou en relation avec ses démêlés judiciaires ont été publiés par Paul Cottin en 1903 .

## Sources
- Lettres originales de Mirabeau, écrites du donjon de Vincennes - Recueillies par P. Manuel - Chez Garnery, libraires - Paris, 1792
- Tome 1 -
- Tome 2 -
- Tome 3 -
- Tome 4 -
- Les amours qui finissent ne sont pas les nôtres - Lettres à Sophie de Monnier - Édition établie et annotée par Jean-Paul Desprat - Tallandier - Paris, 2010